# التعرف على العلامات البصرية
التعرف على العلامات البصرية (OMR) هو جمع البيانات من الأشخاص عن طريق تحديد أحد العلامات الموجودة على الورق. يتيح(OMR) معالجة مئات أو آلاف المستندات كل ساعة. على سبيل المثال، يقوم الطلاب بالإجابة عن الاختبارات أو الاستطلاعات التي طُلبت منهم باستخدام قلم رصاص لملئ الفراغات الموجودة إلى جانب الخيارات (كما في الصورة المرفقة)، ثم يقوم المعلم أو مساعده بملئ النموذج، ثم إدخال المستندات في نظام يقوم بتصنيفها أو جمع البيانات منها.

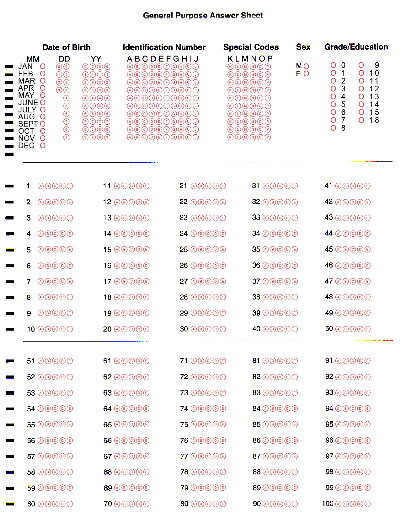
نموذج اختبار OMR، مصمم كي يتم مسحه ضوئيًا بواسطة جهاز OMR مخصص.

## خلفية
تحتوي العديد من أجهزة OMR على ماسح ضوئي يسلط الضوء على النموذج.  يقوم الجهاز بعد ذلك بفحص الانعكاسية المتباينة للضوء في مواضع معينة من النموذج.  سيكتشف العلامات السوداء لأنها تعكس ضوءًا أقل من المساحات الفارغة في النموذج.
تستخدم بعض أجهزة OMR النماذج المطبوعة على ورق.  ويمكن للجهاز بعد ذلك قياس كمية الضوء التي تمر عبر الورقة.  سوف تلتقط أي علامات سوداء على جانبي الورقة لأنها تقلل من كمية الضوء التي تمر عبرها.
بخلاف جهاز OMR المخصص، يتيح برنامج OMR لسطح المكتب للمستخدم إنشاء النماذج الخاصة به في معالج النصوص أو الكمبيوتر وطباعتها بواسطة طابعة ليزر.  يعمل برنامج OMR بعد ذلك مع ماسح ضوئي لصور سطح المكتب مع وحدة تغذية المستندات لمعالجة النماذج بمجرد تعبئتها.
يختلف OMR عمومًا عن التعرف الضوئي على الأحرف (OCR) بأنه لا يحتاج إلى معالج معقد للتعرف على الأنماط.  أي أن العلامات تم إنشاؤها بطريقة تجعل احتمال عدم قراءتها بواسطة جهاز OMR بشكل صحيح ضئيلًا.  يتطلب هذا أن تكون الصورة ذات تباين عالٍ وشكل يمكن التعرف عليه بسهولة أو غير ذي صلة.  من المجالات المرتبطة بـ OMR وOCR التعرف على الرموز الشريطية، مثل الرمز الشريطي UPC الموجود على عبوة المنتج.
أحد أكثر تطبيقات OMR شيوعًا هو استخدام قلم الرصاص رقم 2 (HB في أوروبا) وأوراق الإجابات البصرية الفقاعية في اختبارات أسئلة الاختيار من متعدد.  يقوم الطلاب بوضع علامة على إجاباتهم أو معلوماتهم الشخصية الأخرى من خلال دوائر داكنة على النماذج.  يتم بعد ذلك تصنيف الورقة بواسطة جهاز المسح الضوئي.
تمثل علامات المعين تقنية أحدث يسهل تمييزها ويسهل محوها. أما علامات "الفقاعات" الكبيرة فهي تقنية قديمة من آلات OMR المبكرة جدًا والتي كانت غير حساسة لدرجة أن علامة كبيرة كانت مطلوبة لتحقيق الموثوقية. في معظم الدول الآسيوية، يتم استخدام علامة خاصة لملء ورقة الإجابة البصرية. وبالمثل، يقوم الطلاب بتمييز الإجابات أو المعلومات الأخرى عن طريق تعتيم الدوائر المحددة على ورقة مطبوعة مسبقًا. ثم يتم تصنيف الورقة تلقائيًا بواسطة جهاز مسح ضوئي.
تتضمن العديد من تطبيقات OMR اليوم قيام الأشخاص بملء نماذج متخصصة. تم تحسين هذه النماذج للمسح الضوئي بواسطة الكمبيوتر، مع التسجيل الدقيق في الطباعة، والتصميم الدقيق بحيث يتم تقليل الغموض إلى أدنى حد ممكن. نظرًا لمعدل الخطأ المنخفض للغاية والتكلفة المنخفضة وسهولة الاستخدام، فإن OMR هي طريقة شائعة لإحصاء الأصوات.

### ورقة إجابة العلامات البصرية
ورقة الإجابة البصرية أو ورقة الفقاعات هي نوع خاص من النماذج المستخدمة في امتحانات أسئلة الاختيار من متعدد. يتم استخدام OMR للكشف عن الإجابات. تقوم شركة Scantron Corporation بإنشاء العديد من أوراق الإجابة البصرية، على الرغم من أن بعض الاستخدامات تتطلب نظامًا مخصصًا خاصًا بها. [بحاجة لمصدر]
عادةً ما تحتوي أوراق الإجابة البصرية على مجموعة من الأشكال البيضاوية أو المربعات الفارغة التي تتوافق مع كل سؤال، وغالبًا ما تكون على أوراق منفصلة. قد تميز الرموز الشريطية الورقة للمعالجة التلقائية، وستعيد كل سلسلة من الأشكال البيضاوية المملوءة قيمة معينة عند قراءتها. وبهذه الطريقة، يمكن تسجيل إجابات الطلاب رقميًا أو تحديد هويتهم.

## كيف يعمل
تتم قراءة أوراق الإجابة الضوئية الأولى من خلال تسليط الضوء عبر الورقة وقياس مقدار الضوء المحجوب باستخدام صمامات ضوئية على الجانب الآخر. ونظرًا لأن بعض الأنابيب الضوئية حساسة في الغالب للطرف الأزرق من الطيف المرئي، فلا يمكن استخدام الأقلام الزرقاء، حيث تعكس الأحبار الزرقاء الضوء الأزرق وتنقله. ولهذا السبب، كان لا بد من استخدام أقلام الرصاص رقم اثنين لملء الفقاعات - فالجرافيت يتميز بأنه مادة معتمة للغاية تمتص أو تعكس معظم الضوء الذي يسقط عليها.
تتم قراءة أوراق الإجابة الضوئية الحديثة بناءً على الضوء المنعكس، وقياس السطوع والظلام. ولا يلزم ملؤها بقلم رصاص رقم اثنين، على الرغم من أنه يوصى باستخدامها بدلاً من الأنواع الأخرى (يرجع هذا إلى العلامات الأفتح التي تصنعها أقلام الرصاص ذات الرقم الأعلى واللطخات الناتجة عن أقلام الرصاص رقم 1). سيتم قراءة الحبر الأسود، على الرغم من أن العديد من الأنظمة ستتجاهل العلامات التي تكون بنفس لون النموذج المطبوع به. يسمح هذا أيضًا بأن تكون أوراق الإجابة الضوئية ذات وجهين لأن العلامات الموضوعة على الجانب الآخر لن تتداخل مع قراءات الانعكاس بقدر ما تتداخل مع قراءات التعتيم.
يتخلل معظم الأنظمة الخطأ البشري في ملء الأشكال البيضاوية بشكل غير دقيق، لكن طالما أن التظليل لم يأت على الأشكال البيضاوية الأخرى والشكل البيضاوي ممتلئ تقريبًا، فسوف يكتشفه الماسح الضوئي على أنه ممتلئ.

### التصميم والطباعة
هناك أبعاد محددة لتصميم صفائح OMR بهامش خطأ أقل من 0.05 مم. إذا لم تكن الأبعاد وفق الدقة المطلوبة، فقد تختلف دقة صفائح OMR، لذا يجب تصميم الصفائح وطباعتها وقطعها بشكل مثالي.

#### جزء واحد:
تتم طباعة الأوراق على ورق يتراوح وزنه بين 105 جرامًا لكل متر مربع إلى 120 جرامًا لكل متر مربع على أوراق A4/Legal.

#### الطباعة مزدوجة الأجزاء (بدون كربون):
تتم طباعة ورقتين؛ واحدة على ورق 105 جرام/م2 والأخرى على ورق 60-70 جرام/م2 على أوراق A4. تتم معالجة الوجه الأسفل من الورقة الأولى والوجه الأعلى من الورقة الثانية كيميائيًا بحيث تظهر طبعة الورقة الأولى على الورقة الثانية.

#### ثلاثة أجزاء (بدون كربون):
تتم طباعة ثلاث أوراق على ورق واحد بوزن 105 جرام لكل متر مربع ويتم طباعة الورقتين الأخريين على ورق بوزن 60-70 جرام لكل متر مربع على أوراق A4. تتم معالجة الوجه الأسفل من الورقة الأولى والوجهين الأعلى والأسفل من الورقة الثانية والجزء الأعلى من الورقة الثالثة كيميائيًا بحيث تظهر طباعة الورقة الأولى على الورقتين الثانية والثالثة.

### الأخطاء
من الممكن أن تُطبع أوراق العلامات البصرية بشكل غير صحيح، بحيث تُقرأ جميع الأشكال البيضاوية على أنها مملوءة. يحدث هذا إذا كان مخطط الأشكال البيضاوية سميكًا جدًا أو غير منتظم. خلال الانتخابات الرئاسية الأمريكية لعام 2008، حدث هذا مع أكثر من 19000 بطاقة اقتراع غيابية في مقاطعة جوينيت بولاية جورجيا، وتم اكتشاف ذلك بعد إعادة حوالي 10000 بطاقة بالفعل. لم يكن الاختلاف الطفيف واضحًا للعين المجردة، ولم يتم اكتشافه حتى تم إجراء اختبار تشغيل في أواخر أكتوبر. يتطلب هذا نقل جميع بطاقات الاقتراع إلى بطاقات مطبوعة بشكل صحيح، بواسطة عمال معزولين في مجلس الانتخابات، تحت المراقبة الدقيقة من قبل أعضاء الأحزاب السياسية الديمقراطية والجمهورية (ولكن ليس غيرها)، ونواب عمدة المقاطعة. لا يمكن أن يحدث النقل، بموجب القانون، حتى يوم الانتخابات (4 نوفمبر).

## برنامج OMR:

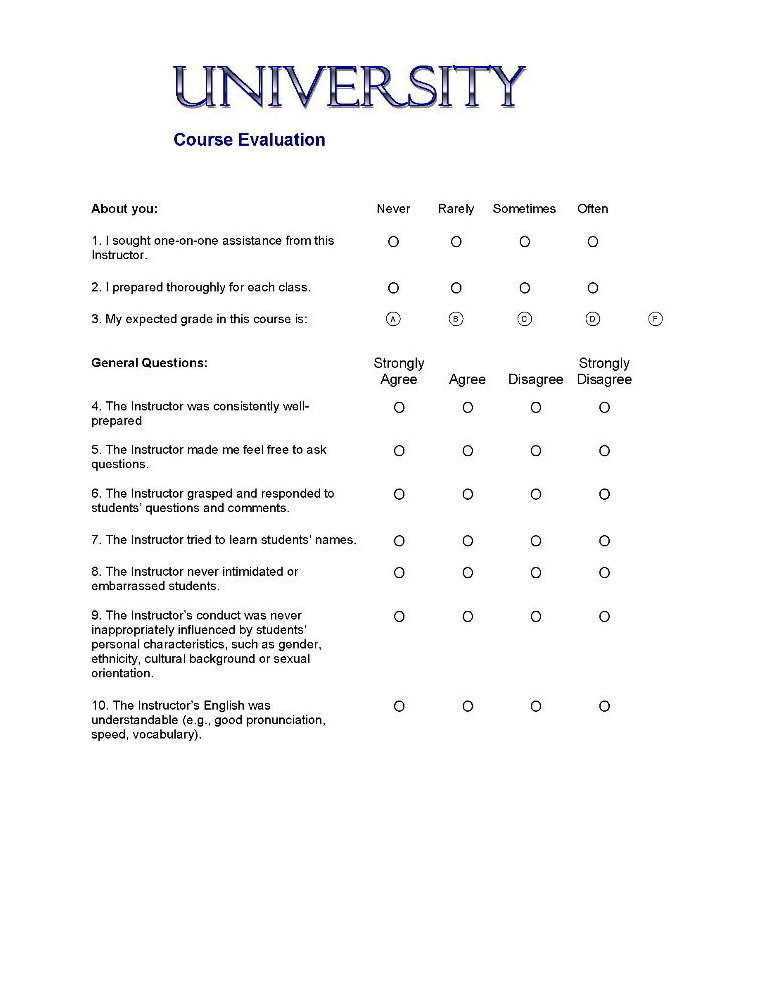
نموذج OMR على ورق عادي بدون علامات تسجيل وألوان متقطعة، مصمم ليتم مسحه ضوئياً بواسطة ماسح ضوئي للصور وبرنامج OMR

برنامج OMR هو تطبيق حاسوبي برمجي يتيح التعامل مع OMR بواسطة جهاز كمبيوتر باستخدام ماسح ضوئي للصور لمعالجة الاستطلاعات والاختبارات وقوائم الحضور وقوائم المراجعة وغيرها من النماذج الورقية العادية المطبوعة بطابعة ليزر.
تُستخدم برامج OMR لأخذ البيانات من أوراق OMR. بينما تركز أجهزة المسح الضوئي العادية على أخذ العديد من البيانات الأخرى مثل سمك الورق وأبعاد ورقة OMR ونمط التصميم.

### برنامج OMR التجاري
كانت إحدى أولى حزم برامج OMR التي استخدمت صورًا من ماسحات الصور الشائعة هي Remark Office OMR، التي صنعتها شركة Gravic, Inc. (التي كانت تسمى في الأصل Principia Products, Inc.). تم إصدار Remark Office OMR 1.0 في عام 1991.
نشأت الحاجة إلى برامج التعرف الضوئي على العلامات لأن الأنظمة المبكرة للتعرف الضوئي على العلامات كانت تستخدم ماسحات ضوئية مخصصة وأوراق خاصة مطبوعة مسبقًا بألوان متقطعة وعلامات تسجيل. تكلف هذه النماذج عادةً من 0.10 إلى 0.19 دولارًا أمريكيًا للصفحة. على النقيض من ذلك، يصمم مستخدموا برامج التعرف الضوئي على العلامات نماذجهم الخاصة التي تسجل العلامات باستخدام معالج كلمات أو محرر نماذج مدمج، ويطبعونها محليًا على طابعة، ويمكنهم توفير آلاف الدولارات على أعداد كبيرة من النماذج.
تم تقديم تحديد العلامات الضوئية داخل النموذج، مثل معالجة نماذج التعداد، من قبل العديد من شركات معالجة النماذج (التقاط المعاملات الدفعية) منذ أواخر الثمانينيات. يعتمد هذا في الغالب على صورة ثنائية اللون وعدد وحدات البكسل مع الحد الأدنى والحد الأقصى لعدد وحدات البكسل لإزالة العلامات غير ذات الصلة، مثل تلك التي تم محوها بممحاة متسخة والتي عند تحويلها إلى صورة بالأبيض والأسود (ثنائية اللون) يمكن أن تبدو وكأنها علامة بصرية. لذلك يمكن أن تسبب هذه الطريقة مشاكل عندما يغير المستخدم رأيه، ولذلك بدأت بعض المنتجات في استخدام تدرج الرمادي لتحديد نية العلامة بشكل أفضل - داخليًا، تستخدم ماسحات Scantron وNCS تدرج الرمادي.
تُستخدم برامج OMR أيضًا لإضافة علامات OMR إلى مستندات البريد حتى يمكن مسحها ضوئيًا بواسطة معدات إدخال المجلدات. ومن أمثلة برامج OMR برنامج Mail Markup من شركة Funasset Limited البريطانية. يتيح هذا البرنامج للمستخدم تكوين تسلسل OMR وتحديده ثم تطبيق علامات OMR على مستندات البريد قبل الطباعة.

## التاريخ
التعرف الضوئي على العلامات (OMR) هو مسح الورق للكشف عن وجود أو عدم وجود علامة في موضع محدد مسبقًا. تطور التعرف الضوئي على العلامات من عدة تقنيات أخرى. في أوائل القرن التاسع عشر والقرن العشرين، تم منح براءات اختراع لآلات تساعد المكفوفين.
تُستخدم تقنية القراءة الضوئية الآن كجهاز إدخال لإدخال البيانات. هناك شكلان مبكران من تقنية القراءة الضوئية هما الشريط الورقي والبطاقات المثقوبة التي تستخدم ثقوبًا فعلية مثقوبة في الوسيط بدلاً من الدوائر المملوءة بالقلم الرصاص على الوسيط. استُخدم الشريط الورقي في وقت مبكر من عام 1857 كجهاز إدخال للتلغراف. تم إنشاء البطاقات المثقوبة في عام 1890 واستُخدمت كأجهزة إدخال لأجهزة الكمبيوتر. انخفض استخدام البطاقات المثقوبة بشكل كبير في أوائل السبعينيات مع إدخال أجهزة الكمبيوتر الشخصية. مع تقنية القراءة الضوئية الحديثة، حيث يتم التعرف على وجود فقاعة مملوءة بقلم رصاص، يتم التعرف عبر ماسح ضوئي بصري.
كان أول ماسح ضوئي لاستشعار العلامات هو آلة تسجيل الاختبارات IBM 805؛ حيث يقرأ هذا الماسح العلامات عن طريق استشعار التوصيل الكهربائي لرصاص قلم الرصاص الجرافيتي باستخدام أزواج من الفرش السلكية التي تمسح الصفحة. في ثلاثينيات القرن العشرين، أجرى ريتشارد وارن في شركة IBM تجارب على أنظمة استشعار العلامات البصرية لتسجيل الاختبارات، كما هو موثق في براءتي الاختراع الأمريكيتين 2,150,256 (المقدمة عام 1932 والممنوحة عام 1939) و2,010,653 (المقدمة عام 1933 والممنوحة عام 1935). تم تطوير أول ماسح ضوئي ناجح لاستشعار العلامات البصرية بواسطة إيفريت فرانكلين ليندكويست كما هو موثق في براءة الاختراع الأمريكية 3,050,248 (المقدمة عام 1955 والممنوحة عام 1962).  كان ليندكويست قد طور العديد من الاختبارات التعليمية القياسية، وكان بحاجة إلى جهاز تسجيل اختبارات أفضل من جهاز IBM 805 القياسي آنذاك. كانت حقوق براءات اختراع ليندكويست مملوكة لمركز أبحاث القياس حتى عام 1968، عندما باعت جامعة أيوا العملية لشركة وستنجهاوس.
خلال نفس الفترة، طورت شركة IBM أيضًا آلة ناجحة لتسجيل نتائج اختبارات الاستشعار الضوئي للعلامات، كما هو موثق في براءة الاختراع الأمريكية رقم 2,944,734 (المقدمة عام 1957 والممنوحة عام 1960). قامت شركة IBM بتسويق هذا الجهاز باعتباره قارئ تسجيل نتائج الاختبارات الضوئية IBM 1230 في عام 1962. وقد سمح هذا الجهاز ومجموعة متنوعة من الأجهزة ذات الصلة لشركة IBM بنقل مجموعة متنوعة من التطبيقات التي تم تطويرها لآلات استشعار العلامات الخاصة بها إلى التكنولوجيا البصرية الجديدة. تضمنت هذه التطبيقات مجموعة متنوعة من نماذج إدارة المخزون والإبلاغ عن المشكلات، والتي كان لمعظمها أبعاد بطاقة مثقبة قياسية.
بينما ركز المصنعون الآخرون في مجال الاختبارات التعليمية على بيع خدمات المسح الضوئي، كان لدى شركة Scantron Corporation، التي تأسست عام 1972، نموذج مختلف؛ حيث كانت توزع ماسحات ضوئية غير مكلفة على المدارس وتحقق أرباحًا من بيع نماذج الاختبار. ونتيجة لذلك، بدأ العديد من الأشخاص يفكرون في جميع أشكال استشعار العلامات (سواء كانت مستشعرة بصريًا أم لا) على أنها أشكال Scantron.
في عام 1983، استحوذت شركة National Computer Systems (NCS) على شركة Westinghouse Learning Corporation. وفي عام 2000، استحوذت شركة Pearson Education على شركة NCS، حيث شكلت تقنية OMR جوهر مجموعة إدارة البيانات في شركة Pearson. وفي فبراير 2008، اشترت شركة M&F Worldwide مجموعة إدارة البيانات من شركة Pearson؛ وأصبحت المجموعة الآن جزءًا من العلامة التجارية Scantron.
تم استخدام OMR في العديد من المواقف كما هو مذكور أدناه. كان استخدام OMR في أنظمة الجرد بمثابة انتقال بين البطاقات المثقبة والرموز الشريطية ولا يتم استخدامه كثيرًا لهذا الغرض. ومع ذلك، لا يزال OMR يستخدم على نطاق واسع في المسوحات والاختبارات.

## استخدامات
لا يقتصر استخدام OMR على المدارس أو وكالات جمع البيانات؛ حيث تستخدم العديد من الشركات ووكالات الرعاية الصحية OMR لتبسيط عمليات إدخال البيانات والحد من أخطاء الإدخال. توفر تقنيات OMR وOCR وICR جميعها وسيلة لجمع البيانات من النماذج الورقية. يمكن أيضًا إجراء OMR باستخدام ماسح ضوئي OMR (رأس قراءة منفصل) أو ماسح ضوئي للتصوير.

### تطبيقات
هناك العديد من التطبيقات الأخرى لـ OMR، على سبيل المثال:
في عملية البحث المؤسسي
إحصائات المجتمع
إحصائات المستهلكين
الاختبارات
التقييمات والملاحظات
تجميع البيانات
جداول العمل وحسابات المخزون
نماذج اشتراك العضوية
اليانصيب والتصويت
الترميز الجغرافي (مثل الرموز البريدية)
تطبيقات قروض الرهن العقاري والخدمات المصرفية والتأمين

### أنواع الحقول
يحتوي OMR على حقول مختلفة لتوفير التنسيق الذي يرغب فيه السائل. تتضمن هذه الحقول:
متعددة، حيث توجد عدة خيارات ولكن يتم اختيار خيار واحد فقط. على سبيل المثال، قد يطلب النموذج أحد الخيارات [ABCDE] [12345] [أختلف تمامًا، أختلف، غير مبالٍ، موافق، موافق تمامًا] أو ما شابه.
الشبكة: يتم إعداد الفقاعات أو الخطوط بتنسيق شبكة للمستخدم لملء رقم الهاتف والاسم ورقم الهوية وما إلى ذلك.
إضافة، وإجمالي الإجابات إلى قيمة واحدة
منطقية بوليانية، الإجابة بنعم أو لا على كل ما ينطبق
ثنائية، الإجابة بنعم أو لا على واحد فقط
تسمح حقول الخطوط المنقطة، التي طورتها شركة Smartshoot OMR، بإسقاط الحدود مثل إسقاط الألوان التقليدي.

### القدرات/المتطلبات
في الماضي والحاضر، تتطلب بعض أنظمة OMR ورقًا خاصًا وحبرًا خاصًا وقارئ إدخال خاص (بيرجيرون، 1998). وهذا يقيد أنواع الأسئلة التي يمكن طرحها ولا يسمح بالكثير من التنوع عند إدخال النموذج. يتيح التقدم في OMR الآن للمستخدمين إنشاء نماذجهم الخاصة وطباعتها واستخدام الماسح الضوئي (يفضل أن يكون مع وحدة تغذية المستندات) لقراءة المعلومات. يتمكن المستخدم من ترتيب الأسئلة بتنسيق يناسب احتياجاته مع الاستمرار في القدرة على إدخال البيانات بسهولة. تقترب أنظمة OMR من الدقة بنسبة مائة بالمائة ولا تستغرق سوى 5 مللي ثانية في المتوسط للتعرف على العلامات. يمكن للمستخدمين استخدام المربعات والدوائر والقطع الناقص والمسدسات لمنطقة العلامة. يمكن بعد ذلك ضبط البرنامج للتعرف على الفقاعات أو العلامات الممتلئة أو علامات الاختيار.
يمكن أيضًا استخدام OMR للاستخدام الشخصي. توجد طابعات متعددة الأغراض في السوق تطبع الصور التي يختارها المستخدم عن طريق ملء الفقاعات الخاصة باختيار الحجم والورق على ورقة فهرس تم طباعتها. بمجرد ملء الورقة، يضع الفرد الورقة على الماسح الضوئي المراد مسحها ضوئيًا وستطبع الطابعة الصور وفقًا للعلامات التي تم تحديدها.

## العيوب
هناك أيضًا بعض العيوب والقيود على تقنية التعرف الضوئي على الحروف. إذا أراد المستخدم جمع كميات كبيرة من النصوص، فإن تقنية التعرف الضوئي على الحروف تعقد عملية جمع البيانات. وهناك أيضًا احتمال فقدان البيانات في عملية المسح الضوئي، وقد تؤدي الصفحات غير المرقمة بشكل صحيح أو غير صحيح إلى مسحها ضوئيًا بالترتيب الخطأ. أيضًا، ما لم تكن هناك ضمانات، فقد تتم إعادة مسح الصفحة، مما يؤدي إلى ظهور بيانات مكررة وتشويه البيانات.
ونتيجة لاعتماد OMR على نطاق واسع وسهولة استخدامه، يمكن أن تتكون الاختبارات الموحدة في المقام الأول من أسئلة اختيار من متعدد، مما يؤدي إلى تغيير طبيعة ما يتم اختباره.